# Пробив
„Пробив“ (на английски: Breach) е щатски шпионски трилър от 2007 г. на режисьора Били Рей, който е съсценарист със Адам Мейзър и Уилям Ротко. Филмът е базиран на истинската история на агент от ФБР – Робърт Хансен, който е осъден за шпиониране за СССР и Русия за повече от две десетилетия. Във филма участват Крис Купър в ролята на Хансен, и Райън Филипи като Ерик О'Нийл.